# ترحين
ترحين  قرية سوريّة تتبع إداريّاً لمحافظة حلب منطقة الباب ناحية عريمة، بلغ تعداد سكانها 392 نسمة حسب التعداد السكاني لعام 2004.